# Robert H. Smith (lớp tàu khu trục)
Lớp Robert H. Smith là một lớp tàu khu trục rải mìn được Hải quân Hoa Kỳ chế tạo trong Chiến tranh Thế giới thứ hai.

## Mô tả
Nguyên thủy được đặt lườn như những tàu khu trục thuộc lớp Allen M. Sumner, chúng được cải biến trong khi đang được chế tạo vào năm 1944. Hải quân Hoa Kỳ đã chế tạo mười hai chiếc tàu khu trục rải mìn, nguyên mang ký hiệu lườn DD-735-40, 749-51, và 771-73. Trong thực tế không có chiếc nào trong lớp Robert H. Smith từng rải thủy lôi trong chiến tranh, cho dù chúng thường huy động vào nhiệm vụ quét mìn. Ngoài việc không được trang bị ống phóng ngư lôi, chúng vẫn thường được sử dụng thay thế cho những kiểu tàu khu trục khác.
Trong vai trò cột mốc radar canh phòng để cảnh báo sớn các cuộc không kích của đối phương trong Trận Okinawa, Aaron Ward (DM-34), Lindsey (DM-32) và J. William Ditter (DM-31) đã bị hư hại do máy bay tấn công cảm tử Kamikaze đánh trúng, và Shea (DM-30) bởi một quả bom bay tự sát Ohka, tuy nhiên không có chiếc nào bị mất trong chiến tranh. Trong thập niên 1950, năm chiếc còn được giữ lại hoạt động, nhưng mọi chiếc còn sống sót đều được cho xuất biên chế vào cuối thập niên đó, rồi bị loại bỏ trong những năm 1970. Không chiếc nào được nâng cấp theo Chương trình Hồi sinh và Hiện đại hóa Hạm đội (FRAM) vào đầu thập niên 1960.

## Những chiếc trong lớp
| Tàu               | Số hiệu           | Xưởng đóng tàu                                                  | Đặt lườn             | Hạ thủy             | Hoạt động            | Ngừng hoạt động      | Số phận                                     |
| ----------------- | ----------------- | --------------------------------------------------------------- | -------------------- | ------------------- | -------------------- | -------------------- | ------------------------------------------- |
| Robert H. Smith   | DM-23 (ex-DD-735) | Bath Iron Works, Bath, Maine                                    | 10 tháng 1 năm 1944  | 25 tháng 5 năm 1944 | 4 tháng 8 năm 1944   | 29 tháng 1 năm 1947  | Rút đăng bạ, 26 tháng 2 năm 1971            |
| Thomas E. Fraser  | DM-24 (ex-DD-736) | Bath Iron Works, Bath, Maine                                    | 31 tháng 1 năm 1944  | 10 tháng 6 năm 1944 | 22 tháng 8 năm 1944  | 12 tháng 9 năm 1955  | Tháo dỡ, 12 tháng 6 năm 1974                |
| Shannon           | DM-25 (ex-DD-737) | Bath Iron Works, Bath, Maine                                    | 14 tháng 2 năm 1944  | 24 tháng 6 năm 1944 | 8 tháng 9 năm 1944   | 24 tháng 10 năm 1955 | Tháo dỡ, tháng 5 năm 1973                   |
| Harry F. Bauer    | DM-26 (ex-DD-738) | Bath Iron Works, Bath, Maine                                    | 6 tháng 3 năm 1944   | 9 tháng 7 năm 1944  | 22 tháng 9 năm 1944  | 12 tháng 3 năm 1956  | Tháo dỡ, 1 tháng 6 năm 1974                 |
| Adams             | DM-27 (ex-DD-739) | Bath Iron Works, Bath, Maine                                    | 20 tháng 3 năm 1944  | 23 tháng 7 năm 1944 | 10 tháng 10 năm 1944 | tháng 12 năm 1946    | Tháo dỡ, 16 tháng 12 năm 1971               |
| Tolman            | DM-28 (ex-DD-740) | Bath Iron Works, Bath, Maine                                    | 10 tháng 4 năm 1944  | 13 tháng 8 năm 1944 | 27 tháng 10 năm 1944 | 29 tháng 1 năm 1947  | Đánh chìm như mục tiêu, 25 tháng 1 năm 1997 |
| Henry A. Wiley    | DM-29 (ex-DD-749) | Bethlehem Steel Corporation, Staten Island, New York            | 28 tháng 11 năm 1943 | 21 tháng 4 năm 1944 | 31 tháng 8 năm 1944  | 29 tháng 1 năm 1947  | Tháo dỡ, 30 tháng 5 năm 1972                |
| Shea              | DM-30 (ex-DD-750) | Bethlehem Steel Corporation, Staten Island, New York            | 23 tháng 12 năm 1943 | 20 tháng 5 năm 1944 | 30 tháng 9 năm 1944  | 9 tháng 4 năm 1958   | Tháo dỡ, 1 tháng 9 năm 1974                 |
| J. William Ditter | DM-31 (ex-DD-751) | Bethlehem Steel Corporation, Staten Island, New York            | 25 tháng 1 năm 1944  | 4 tháng 7 năm 1944  | 28 tháng 10 năm 1944 | 28 tháng 9 năm 1945  | Tháo dỡ, tháng 7 năm 1946                   |
| Lindsey           | DM-32 (ex-DD-771) | Bethlehem Steel Company, San Pedro, California, Terminal Island | 12 tháng 9 năm 1943  | 5 tháng 3 năm 1944  | 20 tháng 8 năm 1944  | 25 tháng 5 năm 1946  | Đánh chìm như mục tiêu, 1 tháng 5 năm 1972  |
| Gwin              | DM-33 (ex-DD-772) | Bethlehem Steel Company, San Pedro, California, Terminal Island | 31 tháng 10 năm 1943 | 9 tháng 4 năm 1944  | 30 tháng 9 năm 1944  | 3 tháng 9 năm 1946   | Chuyển cho Thổ Nhĩ Kỳ, 15 tháng 8 năm 1971  |
| Gwin              | DM-33 (ex-DD-772) | Bethlehem Steel Company, San Pedro, California, Terminal Island | 31 tháng 10 năm 1943 | 9 tháng 4 năm 1944  | 8 tháng 7 năm 1952   | 3 tháng 4 năm 1958   | Chuyển cho Thổ Nhĩ Kỳ, 15 tháng 8 năm 1971  |
| Aaron Ward        | DM-34 (ex-DD-773) | Bethlehem Steel Company, San Pedro, California, Terminal Island | 12 tháng 12 năm 1943 | 5 tháng 5 năm 1944  | 28 tháng 10 năm 1944 | 28 tháng 9 năm 1945  | Tháo dỡ 1946                                |